# Espace affine euclidien
Cet article court présente un sujet plus développé dans : Espace affine.
Un espace affine euclidien est un espace affine {\displaystyle {\mathcal {E}}} dont la direction est un espace vectoriel euclidien.
On dispose alors sur {\displaystyle {\mathcal {E}}} d’une distance, dite euclidienne, qui est :
{\displaystyle {\begin{matrix}d:&{\mathcal {E}}\times {\mathcal {E}}&\rightarrow &\mathbb {R} _{+}\\&(A,B)&\mapsto &\|{\overrightarrow {AB}}\|.\end{matrix}}}